# ギヨーム・パトリー
ギヨーム・パトリー（英語: Guillaume Patry、1982年6月19日 - ）は、カナダの元eスポーツ選手。
現在は会社員、ポーカープレーヤー。2000年ハナロ通信杯トゥーニバーススターリーグで優勝した。2012年eスポーツ名誉の殿堂入り。2014年7月からトーク番組アブノーマル会談にパネリストで出演。